# Tümen
Tümen (l. mn. tümet; por. stpl. ćma "mnóstwo", scs. tъma "10 tys., mnóstwo,; prawdopodobnie zapożyczone z jakiegoś języka tureckiego) – w średniowieczu oddział wojsk mongolskich liczący 10 000 wojowników. Czasami oznaczający oddział składający się z kilku minganów. 
Nazwa tümen odnosiła się także do jednostki ekonomicznej składającej się z dziesięciu tysięcy gospodarstw domowych.
Współcześnie tümen jest jednostką wojskową (odpowiednikiem dywizji) w armii tureckiej, składającą się z 10 000 do 15 000 żołnierzy.  Jej dowódcą jest tümgeneral w wojskach lądowych i lotnictwie, a tümamiral w siłach morskich. 